# Manoochehr Shafaei

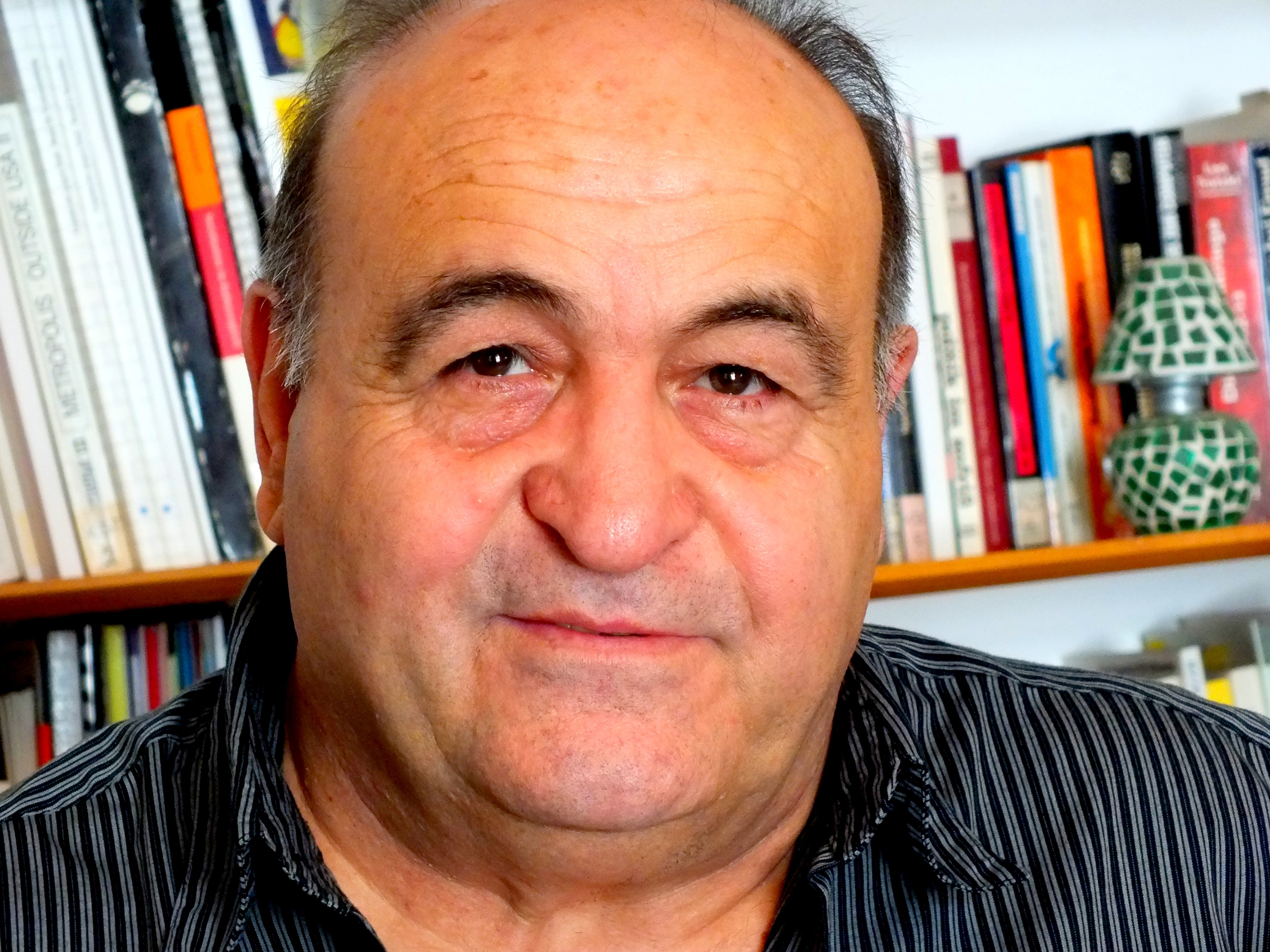
Manoochehr Shafaei

Manoochehr Shafaei (persisch منوچهر شفایی; * 23. September 1949) ist ein iranischer Journalist und Menschenrechtler. Er ist Gründer und Inhaber der Zeitschrift Azadegy sowie Gründer und Vorstandsvorsitzender der Vereinigung zur Verteidigung der Menschenrechte im Iran.
Bei den Asienspielen 1974 gewann er im Säbelfechten die Bronzemedaille im Einzel sowie die Goldmedaille mit der Mannschaft. Er ist Erfinder von patentierten nicht-entflammbaren Materialien.